# IC 666
IC 666 ist eine elliptische Galaxie vom Hubble-Typ E-S0 im Sternbild Löwe auf der Ekliptik. Sie ist schätzungsweise 560 Millionen Lichtjahre von der Milchstraße entfernt und hat einen Durchmesser von etwa 85.000 Lichtjahren.
Im selben Himmelsareal befinden sich u. a. die Galaxien NGC 3492, NGC 3506, IC 663, IC 664.
Das Objekt wurde am 1. April 1892 von dem französischen Astronomen Stéphane Javelle entdeckt.